# Čërmoz (fiume)
Il Čërmoz (in russo Чёрмоз?, nella parte superiore Nižnij Čërmoz) è un fiume della Russia europea orientale che sfocia nel bacino della Kama (era in precedenza affluente di destra del fiume Kama). Scorre nei rajon Jus'vinskij e Il'inskij del Territorio di Perm'.
Il fiume scorre in direzione orientale sfociando nel bacino artificiale della Kama, nel medio corso del fiume Kama, a 792 km dalla foce, presso la città di Čërmoz. Ha una lunghezza di 121 km, il suo bacino è di 748 km². In primavera e durante le piene piovose autunnali, il fiume esonda in modo significativo. La piena primaverile del fiume dura da fine aprile a metà maggio.